# Ferrovia Meppel-Groninga
La ferrovia Meppel-Groninga anche conosciuta come Staatslijn C (tradotto dall'olandese, "Linea di stato B"), è una linea ferroviaria dei Paesi Bassi tra Meppel e Groninga. La linea entrò in esercizio nel 1870 collegando le città di Meppel e Groninga passando per Hoogeveen e Assen.
| Continuation backward |

| Station on track |

|  | Unknown route-map component "ABZgl" | Unknown route-map component "CONTfq" |

| Unknown route-map component "SKRZ-Ao" |

| Unknown route-map component "SKRZ-Ao" |

| Stop on track |

| Stop on track |

| Station on track |

| Unknown route-map component "CONTgq" | Unknown route-map component "ABZgr" |  |

| Stop on track |

| Unknown route-map component "CONTgq" | Unknown route-map component "ABZg+r" |  |

| Stop on track |

| Unknown route-map component "SKRZ-Au" |

| Station on track |

|  | Unknown route-map component "ABZgl" | Unknown route-map component "CONTfq" |

| Continuation forward |